# Overton Peak
Overton Peak är en bergstopp i Antarktis. Den ligger i Västantarktis. Argentina, Chile och Storbritannien gör anspråk på området. Toppen på Overton Peak är 550 meter över havet.
Terrängen runt Overton Peak är platt. Havet är nära Overton Peak åt nordost. Trakten är obefolkad. Det finns inga samhällen i närheten.